# Cabra de la Legión Española
El macho cabrío de la Legión Española es la mascota tradicional de este cuerpo militar. Un ejemplar de la especie suele acompañar a los legionarios en los desfiles que realizan. Normalmente va ataviada con alguna prenda, bien sea un manto con su correspondiente emblema, o en ocasiones, un chapiri o gorro legionario. 
Pese a que el animal que finalmente se afianzó en el puesto fue la cabra, la legión tuvo históricamente otras mascotas. En primer lugar, monos originarios de Ceuta, para más tarde sucederse monos de Gibraltar, ejemplares de arrui, osos e incluso loros amaestrados para decir palabras soeces.
En los desfiles de los últimos años también se ha podido ver a un carnero al que, a veces,  han pintado los cuernos de color oro.

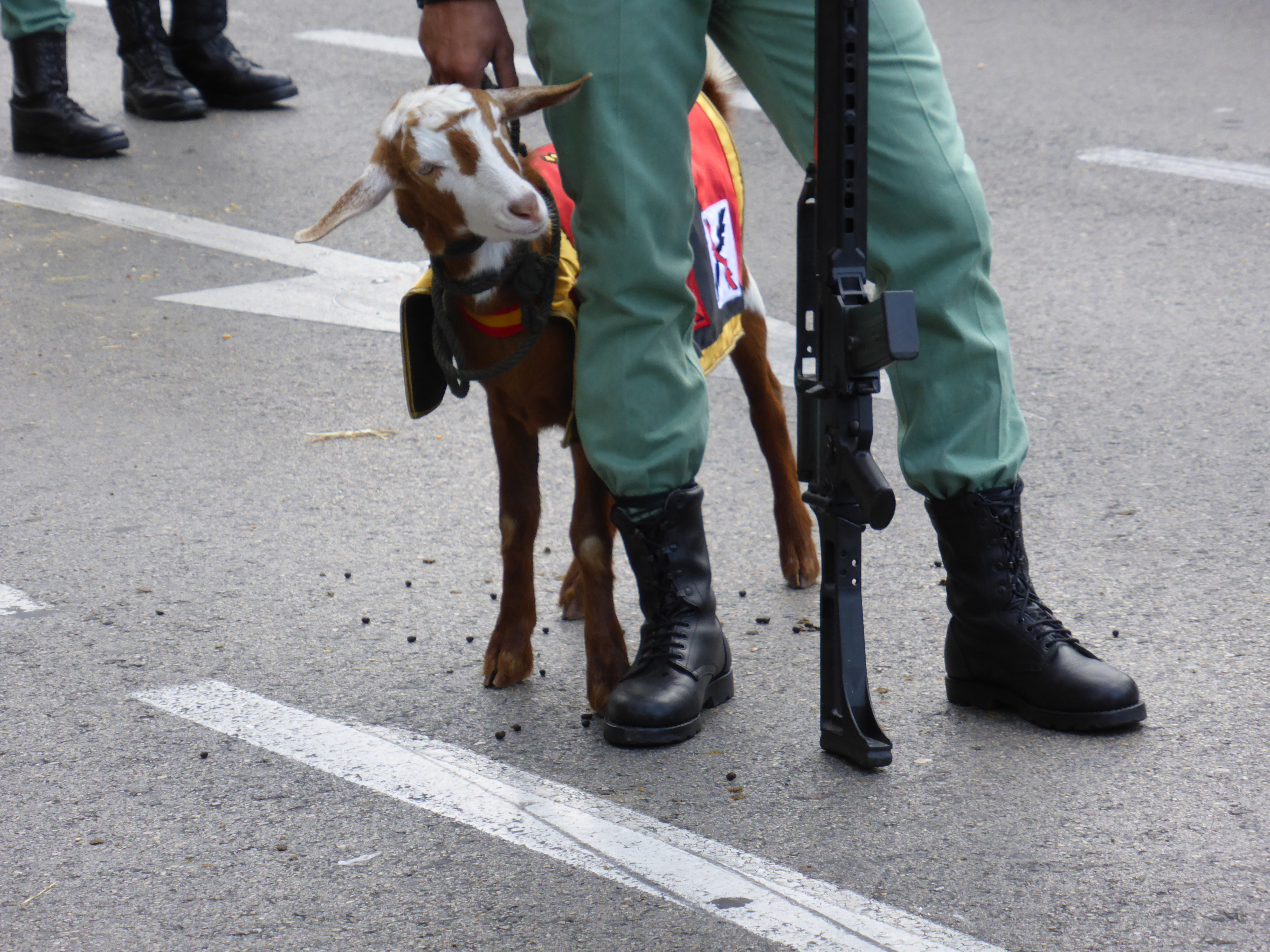
La cabra tradicional de la Legión, esperando para desfilar el día de la Fiesta Nacional de España, en Madrid.